# شرکت افست
شرکت افست، (به انگلیسی: Offset Press Inc) شناخته شده (OPI) یک شرکت ایرانی که در تیرماه ۱۳۳۶ تأسیس شده است، که در ابتدا به کار چاپ کتاب درسی مشغول بود، ولی با گذشت زمان در توسعه، تولید و توزیع محصولات و سیستم‌های آنالوگ و دیجیتال همچنین ساخت، پردازش و تولیداتی نظیر تصاویر به فعالیت می‌پردازد.
این شرکت از سال ۱۳۶۹ به سازمان بورس اوراق بهادار تهران وارد شده‌است.
شرکت افست در حال حاضر ۴ شعبه در سرتاسر ایران دارد که در زمینه چاپ و انتشار کتاب‌های درسی، مطبوعات و… به فعالیت می‌پردازند. در حال حاضر طبق آمارهای ارائه شده ظرفیت تولیدی شرکت سالانه حدود ۷۵ میلیون جلد کتاب درسی با میانگین صفحات ۱۶۰ صفحه، ۱۶۵ میلیون نسخه روزنامه چهار رنگ ۱۶ صفحه‌ای در قطع ۵۰*۳۵ و ۵۵ میلیون نسخه مجله با قطع ۲۸*۲۱ و با صفحات تقریبی ۳۶ صفحه و حدود ۲ میلیون جلد کتاب متفرقه در سال است.